# 斯诺克
司諾克（英語：Snooker），是一種落袋式桌球運動。此項運動使用的球檯長12呎、寬6呎(即長3.6576米，寬1.8288米)；一般而言，比賽時每邊會預留6呎空間，即總共需要長24呎、寬18呎的空間進行比賽。檯面四個角落以及兩邊長邊中心位置各有一個球洞。檯面上的球分別為一個白球，15個紅球以及6個彩色球（依分數順序為黃、綠、啡、藍、粉、黑）。
比賽過程中，球手需利用球桿通過擊打白球碰撞紅球或彩色球令其入袋。球手必須以擊打紅球作為每一桿的開始，若紅球順利入袋，球手可以擊打任一彩色球獲取分數，若彩色球亦順利入袋，球手可再選擇擊打一枚紅球，以此類推，直到檯面上所有的紅球及彩球都全部落袋。
球手在擊打任一顏色的彩色球後，必須以黃、綠、啡、藍、粉、黑的順序逐個把彩色球入袋，得分最高的球手獲勝。若球手該桿不能將任何紅球或彩色球擊入袋中，或是白球入袋，則該桿結束，交由對手擊球。
司諾克盛行於英格蘭、威爾士、蘇格蘭、愛爾蘭、加拿大、澳洲、印度和香港等前任或現任英聯邦地區。千禧年後，司諾克在部分東亞地區亦開始受到注目，開始有來自泰國和中國等東亞國家的職業選手出現。

## 历史

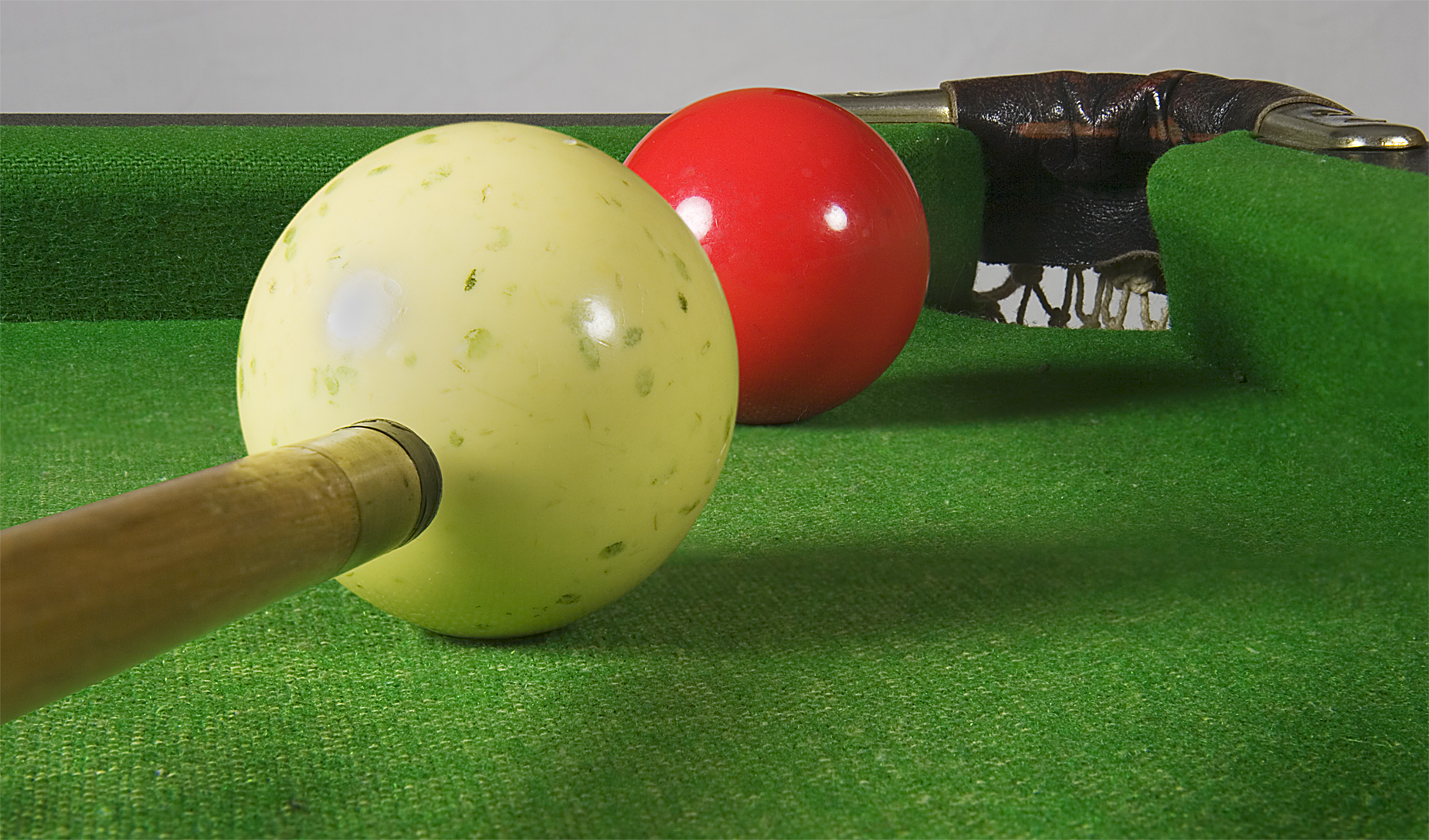
斯诺克比赛进行中，白球击打红球

虽然台球运动的历史可以上溯到15世纪，但斯诺克的发明则相对晚了许多。关于斯诺克的起源，一个比较可信的说法是：在19世纪晚期，台球运动风行于驻扎在印度的英国军队中，当时流行的玩法是黑球入袋（Black Pool）。这种玩法用1个白球，15个红球和1个黑球。
1875年的一天，驻扎在印度贾巴尔普尔的英国陆军上校内维尔·张伯伦爵士和他的战友们觉得这种玩法过于简单、乏味，便决定增加黄色、绿色和粉色3个彩球上去。不久，又嫌不够，再加上了棕色和蓝色球。这种新玩法很快流行开来，从而导致了斯诺克台球的诞生。而斯诺克一词则是当时英国军队中对军校一年级新生的流行叫法。这使得斯诺克被这些军人们用来称呼这种新玩法的初学者，最终则成为了这项运动的名称。
1885年，当时的英国英式台球（English billiard）冠军约翰·罗伯茨在印度旅行时见到了张伯伦并从他那里知道了斯诺克这种新玩法。回国后，罗伯茨就把斯诺克带回到英格兰。但是，当时英国传统的比利（BILLIARDS）台球占据着主导地位，被认为是正统且科学的玩法，斯诺克一时只是民间的一种娱乐方式，难登大雅。在斯诺克爱好者的努力下，1916年首次举办了“英格兰业余斯诺克锦标赛”，但直到1920年代斯诺克台球选手乔·戴维斯的出现，斯诺克才真正开始在英国流行。乔·戴维斯是第一位认识到白球回位重要性的斯诺克选手，他用此法创造连续进球机会，多次刷新单杆得分最高纪录，凭借此精湛技艺吸引了大批观众。在此之前，打斯诺克台球的普遍策略是在将明显可以打进的球入袋之后做一杆斯诺克防守。而乔·戴维斯通过良好的意识和精湛的杆法控制主球的走位，连续得分能力明显增强，大大提高了斯诺克运动的水準。从此斯诺克台球才开始在英国兴盛起来，并流行到世界各地。1926年，在乔·戴维斯及其朋友们的努力下，英格兰台球协会和管理俱乐部（BA &CC）终于同意并成功在伦敦举办了首届斯诺克台球世界职业锦标赛。经过六个月的奋战，乔·戴维斯不出所料地以绝对优势夺得了首届斯诺克台球世界职业锦标赛的冠军，赢得6.10英镑（今约200英镑）的奖金，并且在以后每年举办的世界职业锦标赛中稳坐冠军宝座，直到1946年退休。
斯诺克台球在1950年代遭遇低潮，甚至于严重到1958年至1963年间没有任何锦标赛举行。直到1969年，情况才迎来了转机。当时英国广播公司（BBC）为了推广新的彩色电视广播，发起了新的斯诺克锦标赛Pot Black。彩色的斯诺克台球和选手们的精彩表现很快吸引了观众的兴趣，斯诺克台球和彩色电视节目一起得以迅速推广。
几年之后，世界职业锦标赛也开始电视转播。斯诺克台球开始成为一项主流的职业运动，并于1977年引入世界职业选手排名。大量的资金开始注入这项运动，以史蒂夫·戴维斯为代表的新一代斯诺克职业选手不断涌现。在1982年，史蒂夫·戴维斯打出了历史上首个电视转播中的147分的满分杆。这些顶尖选手成为百万富翁。当时甚至有一首由Chas & Dave演唱的关于斯诺克的滑稽歌曲Snooker Loopy登上了音乐排行榜。
那个斯诺克黄金时期的高潮出现在1985年的世界锦标赛决赛上，尽管两位选手鏖战到凌晨，但仍有近1,850万（相当于当时英国三分之一的人口）观众通过电视转播看到了丹尼斯·泰勒以一技重击将最后一个球送入袋口之后举起奖杯庆祝的场景。斯诺克在英国持续广泛地流行，一度成为仅次于足球、拥有第二多电视观众的一项运动。但随着当年那批观众群的老龄化，加之赞助商减少，以及斯诺克赛事缺少身体对抗、比赛过程冗长等特点，斯诺克在欧美遭遇“冷场”。而随着丁俊晖等新一代中国面孔在斯诺克赛事中取得优异成绩，以及在中国逐渐增加的斯诺克赛事、投资以及政策支持，斯诺克运动的热情逐步向中国大陆转移。

## 主要装备

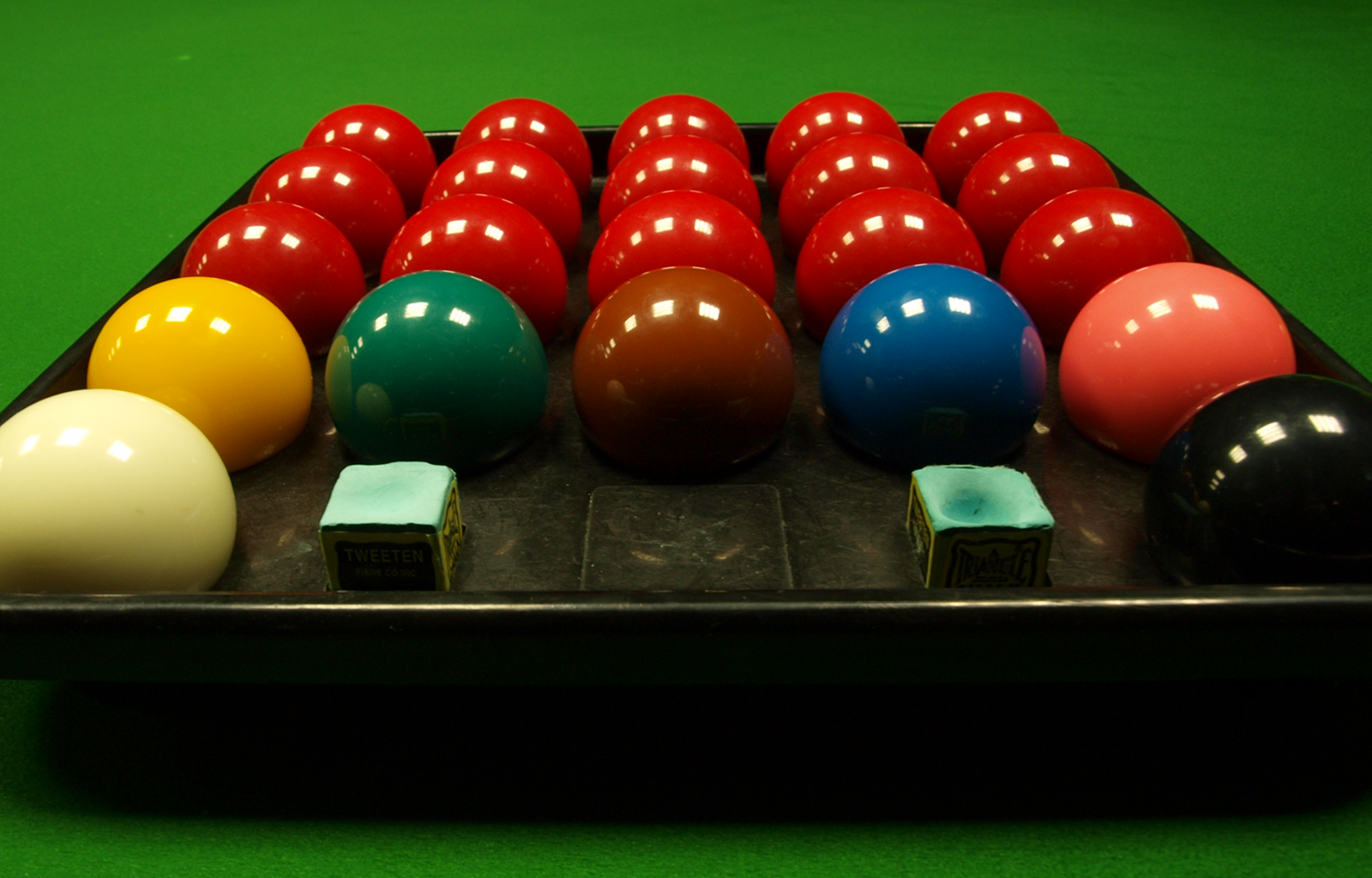
斯诺克比赛需要一整套共22颗球

- 巧克粉（Chalk）：用于涂在球杆杆头以增强球杆和主球之间的摩擦。巧克粉通常被压制成正方体巧克粉块。
- 球杆（Cue）：用于击打主球的木制用具。
- 加长杆（Extension）：加在球杆尾部的一根短棒用于增加球杆长度，当主球远离选手时帮助选手击打主球。
- 架杆（Rest）：用于支撑球杆的具有铜制的X形头部的木杆，当选手的非持杆手手臂不够长时，可将球杆靠在架杆上，以稳定地击打主球。
- 三角架杆（Spider）：类似架杆，但头部是拱形的，而且头部更大，可架在另一只球上方以便挥杆击球。
- 定位器（Swan）：一种带有角形卡球开口或半圆形卡球开口的装置，用于确定球的准确位置。在其帮助下，球在比赛中途擦拭后可以准确无误地放回原来的位置。
- 三角框（Triangle或Rack）：开赛前用于将所有的红球排成标准的正三角形的三角形框架。
- 22颗球：
  -  球（或白波，即主球）
  -  红球（紅波，1分），共15颗
  -  黄球（黃波，2分）
  -  绿球（綠波或草波，3分）
  -  咖啡球（啡波，4分）
  -  蓝球 （藍波，5分）
  -  粉球（粉波，6分）
  -  黑球 （黑柴，7分）

## 简要规则

开球前的斯诺克台球台面

正式的斯诺克比赛是在一张12英尺×6英尺（3569毫米×1778毫米）大小，台面四角以及两长边中心位置各有一个球洞的标准球桌上进行的。在台面的开球端有一条开球线（baulk line）。从开球端看去，开球线中点摆放着棕色球，左右两侧分别是绿色球和黄色球。记住这个摆放顺序的简便方法是记住英语中的“God Bless You”（上帝保佑你）一词。这句话每个单词的首字母分别对应着三种彩球的颜色英文单词的首字母。台面的正中央摆放着蓝色球。蓝球点至顶库的中点摆放的是粉球。紧接着是15个摆放成正三角形互相接触的红色球。规则要求粉色球尽可能靠近顶点上的红色球但又不可与其相接触。黑色球则位于台面中线，红色球三角形底边与顶库的中点上。白色主球可以放置在开球线后面的半圆形的D形区域。但通常情况下选手都会选择在棕色球与绿色球以及黄色球之间的开球线上开球。
比赛大致可以分为两个阶段。在红球全部入袋之前，选手需要按照一个红色球紧接着一个彩色球的顺序击球入袋。而且此时彩色球入袋后需要放回到台面上自己颜色对应的置球点上。如果该彩球的置球点被占，应将其放置在分值最高的置球点上。如果置球点全部被占，则放置在与顶库边垂直连线上最接近置球点的位置，并要求不能与附近的球接触。
在击打彩球入袋之前，选手必须向裁判声明其准备用主球击中哪个球。当然，在击球意图是非常明显的情况下并没有必要向裁判声明。但是如果有两个或两个以上的彩球位置接近或在同一视野中的，选手则必须向裁判声明其准备用主球首先击中的球。
在所有的红球入袋后，需要按照黄，绿，棕，蓝，粉，黑色球的顺序用主球击打入袋。
斯诺克比赛由两位选手得分的高低决定比赛的胜负。正确地将球送入袋口后击球选手都将获得相应的分数。其中红色球1分，黄色球2分，绿色球3分，棕色球4分，蓝色球5分，粉色球6分，黑色球7分。
另外当对手失误犯规时，罚分也将加给非犯规一方。这些犯规包括：
- 主球未击中指定任何球
- 在击打红球的时候主球先碰到彩色球或是在击打彩色球的时候先碰到红球或未按顺序击打彩色球
- 打進非目標球
- 主球入袋
- 将球击离球桌
- 球杆碰到主球外的其它球
- 推击，即球杆持续击打主球
- 逾時未出桿

犯规最少罚4分，超过4分的按相關各球的最高分值判罚。若用任何物體進行測量、連打兩次紅球、用白色球以外的球當母球打擊等狀況則罰7分。主球没有首先击中活球后，如果裁判认为击球选手没有尽全力合法击球，则可判为空杆。这时候所有的球要放回犯规前所在的位置。击球选手犯规后，如果裁判认定对另外一名选手不利，可要求击球选手重新击球。
斯诺克比赛中，在对手不犯规罚分的情况下，一杆球的最高分是147分。这种情况下，击球选手在红球全部入袋之前必须每击一个红球之后将黑球入袋。在正式比赛中打出147分的满杆是极其罕见的。（详见滿分桿）
一杆球可能的最高得分是155分。这是在所有的红球入袋之前，对手犯规后台面上所有的红球都被彩球挡住，即形成被吊球（snookered）。这时非犯规一方击球时可以指定任何一颗彩球替代红色球作为目标球，入袋算1分，并放回桌面。之后再将黑球入袋，又得7分。这样就比一般的满分多得了8分，从而出现在一局比赛中选手获得155分的情况。
如果一局当中黑球入袋后比分相同，则将黑球放置于其置球點，由裁判抛掷硬币决定先手。

## 主要赛事
职业斯诺克台球最重要的赛事是自1927年来每年一届的Embassy世界锦标赛。从1977年来，这项重要比赛一直是在英格兰谢菲尔德的克鲁斯堡剧院举行。
仅次于世界锦标赛的是一系列的排名赛。参赛选手可以在这些排名赛中获得世界排名的积分。高的世界排名能够获得下一年的各项重要的锦标赛和邀请赛等比赛的参赛资格，并在对阵抽签时占据有利的形势。
接下来重要的是邀请赛。通常只有世界排名最前面的几位选手才会被邀请参赛。这种类型的比赛中最重要的是大师赛。

## 管理机构
世界职业台球与斯诺克协会（WPBSA）目前负责管理斯诺克职业比赛。其前身是成立于1968年的世界职业台球选手协会（the Professional Billiard Players' Association）。其下属的商业机构World Snooker负责组织管理职业赛事。协会的总部位于英格兰的布里斯托尔。
斯诺克的业余比赛由国际台球和斯诺克联合会（the International Billiards and Snooker Federation, IBSF）负责管理。

## 著名選手
以下是士碌架史上最著名的選手：
- 乔·戴维斯（1901－1978），英格兰，1927至1946年間蟬聯15屆的世錦賽冠軍。
- 佛雷德·戴維斯（1913－1998），英格蘭，在1940年代後期至1950年代中期間獲得8次世錦賽冠軍。
- 約翰·普爾曼（1923－1998），英格蘭，在1960年代獲得8次世錦賽冠軍。
- 雷·里尔顿（1932－2024），威爾士，在1970年代贏得6次世錦賽冠軍。
- 比尔·温本纽克（英语：Bill Werbeniuk）（1947－2003），加拿大，為了控制顫動，在醫生的建議下在比賽期間大量飲酒而聞名。
- 克里夫·索本（1948－），加拿大，綽號「磨工匠」（The Grinder），首位獲得世錦賽冠軍的非英倫三島選手及六位在世錦賽上打出過147分滿桿度的選手之一。
- 丹尼斯·泰勒（1949－），北愛爾蘭，1985年世錦賽冠軍，同時以一副大大的眼鏡著稱。
- 亞歷克斯·希金斯（1949－2010），北愛爾蘭，綽號「颶風」（Hurricane），1972年和1982年世錦賽冠軍。
- 史蒂夫·戴维斯（1957－），英格蘭，綽號「天然金塊」（The Nugget），在1980年代獲得6次世錦賽冠軍。
- 吉米·怀特（1962－），英格蘭，綽號「白旋風」（The Whirlwind），因只獲得6次世錦賽的亞軍而被稱為「千年老二」；因為是士碌架選手中最受球迷歡迎的一位而被稱為「人民的冠軍」；六位在世錦賽上打出過147分滿桿度的選手之一。
- 史蒂芬·亨得利（1969－），蘇格蘭，綽號「金童」（The Golden Boy）及「桌球皇帝」，與朗尼·奧蘇利雲並列獲得7次世錦賽冠軍，5次英國錦標賽冠軍，6次溫布利大師賽冠軍，共計奪得5次士碌架大滿貫。擁有11次的满分杆，僅次於朗尼·奥沙利文的15次及約翰·希堅斯的13次；六位在世錦賽上打出過147分滿桿度的選手之一。
- 肯·达赫蒂（1969－），愛爾蘭，1997年世錦賽冠軍。
- 馬克·威廉斯（1975－），威爾斯，綽號「威爾斯霰彈獵槍」（Welsh Potting Machine），「75三傑」之一，獲得3次世錦賽冠軍，同時也是首名左手持桿的世錦賽冠軍。
- 约翰·希金斯（1975－），蘇格蘭，綽號「巫師」（Wizard of Wishaw），「75三傑」之一，獲得4次世錦賽冠軍，同時也是獲得第二多滿分杆的球員（13次）。
- 罗尼·奥沙利文（1975－），英格蘭，綽號「火箭」（The Rocket），「75三傑」之一。與史提芬·亨得利並列獲得7次世錦賽冠軍，最快满分杆的紀錄保持者（5分08秒）、史上獲得最多滿分杆的球員（15次）及六位在世錦賽上打出過147分滿桿度的選手之一。
- 傅家俊（1978－），香港，綽號「神奇小子」，2003年獲得士碌架超級聯賽冠軍，是首位獲得此聯賽冠軍的非英倫三島及香港球手。
- 尼爾·羅伯森（1982－），澳洲，綽號「澳洲火砲」（Aussie Ace）。
- 沙恩·梅菲（1982－），英格蘭，綽號「魔術師」（The Magician）。
- 馬克·塞爾比（1983－），英格蘭，獲得4次世錦賽冠軍、六位在世錦賽上打出過147分滿桿度的選手之一，世界排名第一的時間曾長達7個球季。
- 丁俊晖（1987－），中國，綽號「東方之星」（Star of the East），2005年獲得中国公开赛和英国锦标赛的冠军，成為英國錦標賽27年以来首位來自亞洲的球員[10][11]。
- 贾德·特鲁姆普（1989－），英格蘭，2004年，年僅14歲的卓林普在正式比赛中打出满分杆，打破了朗尼·奧蘇利雲於1991年所創的記錄，曾被奧蘇利雲譽為其接班人。
- 趙心童（1997－），中國，2025年獲得世錦賽的冠軍，成為世錦賽首位來自中國及亞洲的冠軍球員，更是首位闖入世錦賽決賽的業餘選手。